# Åke Andreasson
Åke Andreasson (Stenungsund, 18 oktober 1964) is een voormalig voetbalscheidsrechter uit Zweden. Hij leidde wedstrijden in de hoogste afdeling van de Zweedse voetbalcompetitie, de Allsvenskan, van 2000 tot 2009.

## Statistieken
| Seizoen | Competitie  | Duels | Kaarten    | Kaarten                                    | Kaarten     |
| Seizoen | Competitie  | Duels | Kreeg geel | Kreeg voor de tweede keer geel en dus rood | Weggestuurd |
| ------- | ----------- | ----- | ---------- | ------------------------------------------ | ----------- |
| 2003    | Allsvenskan | 6     | 20         | 2                                          | 0           |
| 2004    | Allsvenskan | 10    | 38         | 1                                          | 0           |
| 2005    | Allsvenskan | 16    | 55         | 2                                          | 0           |
| 2006    | Allsvenskan | 13    | 51         | 2                                          | 0           |
| 2007    | Allsvenskan | 13    | 35         | 3                                          | 2           |
| 2008    | Allsvenskan | 21    | 61         | 1                                          | 4           |
| 2009    | Allsvenskan | 18    | 67         | 4                                          | 0           |
| Totaal  | Totaal      | 97    | 327        | 15                                         | 6           |